# De drietand van Neptunus
De drietand van Neptunus is het 192ste stripverhaal van Jommeke. De reeks wordt getekend door striptekenaar Jef Nys.Scenarist is Jan Ruysbergh 

## Verhaal
Jan Haring stelt voor op zoek te gaan naar de drietand van Neptunus. Jommeke en zijn vrienden gaan mee op expeditie. Ook professor Gobelijn doet mee aan de expeditie, maar is intussen op zoek naar het verzonken rijk Atlantis. Later ontmoeten Jommeke en zijn vrienden professor Gobelijn in een Italiaanse haven. Enige tijd later ziet Filiberke Neptunus, maar niemand gelooft hem. Dan beweren ook twee duikers dat ze Neptunus gezien hebben, maar zonder bewijs. Haring en Filiberke kunnen niet slapen en gaan alleen op onderzoek. Ze zien samen een zeemeermin. Ook nu gelooft niemand hen. Uiteindelijk ziet Jommeke de zeemeermin ook. Hij duikt ze direct achterna, maar later is deze plots weer verdwenen. Haring wil nu als eerste Neptunus vinden. Ze komen terecht op een rotsachtig eiland, waar ze vader en dochter Nikkel in een verborgen grot ontmoeten. Het rijk van Atlantis blijkt zich onder het rotsachtig eiland te bevinden. Vader en dochter Nikkel wisten dit, maar wilden de andere expeditieleden misleiden. Dit deden ze door Neptunus en de zeemeermin te laten verschijnen kilometers verder. Ze speelden immers voor Neptunus en de zeemeermin om de legende in leven te houden. Wanneer Choco de drietand neemt, begint alles plots te beven. De vrienden, vader en dochter Nikkel weten zich net op tijd uit de grot te redden. Tot slot is Haring tevreden dat hij de drietand van dichtbij mocht aanschouwen. Ze keren huiswaarts en voorlopig blijft het rijk van Atlantis geheim.

## Achtergronden bij het verhaal
- De naam Neptunus komt uit de Romeinse mythologie.